# Françoise Davisse
Françoise Davisse est une réalisatrice et scénariste française de films documentaires.

## Biographie
Françoise Davisse est petite-fille de déportés et habite la Seine-Saint-Denis depuis trente ans, elle côtoie différentes générations d'immigrés, ce qui va l’amener à la création d'une tétralogie documentaire « Histoires d’une nation », une analyse historique de la construction française.
Elle s'est intéressée à la documentation des violences policières, notamment à Saint Denis,. Elle a été productrice dans la société Point du Jour. Puis elle retourne a la réalisation. Elle passe près de deux ans aux côtés des ouvriers et ouvrières de l’usine PSA d'Aulnay-sous-Bois. Elle filme les discussions, les coups durs et les quelques victoires, jusqu’à la fermeture définitive du site en avril 2014 et réalise le film Comme des lions. La stratégie et l'intelligence collective des ouvriers, les mensonges et les éléments de langage de la direction et de l'État représentent deux mondes qu'elle présente en miroir.

## Filmographie[7],[8],[9].
- 1990 : Quelque chose en plus
- 1993 : Sans travail fixe
- 1994 : Paysans, la vie en prime
- 1996 : La Colo
- 1998 : Bisous volés
- 1998 : Consultation : la docteur écoute Maman
- 1999 : Première classe
- 2002 : Hôpital, le droit d'être parent
- 2004 : Des gens comme nous
- 2016 : Comme des lions
- 2018 : Histoires d'une nation
- 2021 : Il était une fois l'amour en France
- 2022 : Histoires d'une nation : l'école